# Farafenni
Farafenni, parfois orthographié Farafégny, est une ville de Gambie, située à proximité de la frontière avec le Sénégal, et traversée par l'autoroute transgambienne (en) qui relie le nord au sud du pays.
Elle compte environ 30 000 habitants et possède un important marché, le lumo.
Le fleuve Gambie se trouve à environ 7 km au sud de la ville. Un bac permet à la Trans-Gambia Highway de le franchir afin de rejoindre la ville de Soma située sur la rive opposée. Néanmoins, le pont Sénégambie, inauguré en janvier 2019, doit faciliter le transit le transport des personnes et des marchandises entre le nord et le sud du Sénégal (Casamance) via la route nationale 4 sénégalaise. 